# Астерикс и тайное зелье
«Астерикс и тайное зелье» (фр. Astérix: Le secret de la potion magique) — французский полнометражный анимационный фильм, снятый по мотивам комиксов французского художника Альбера Удерзо и писателя Рене Госинни о приключениях галльских воинов Астериксе и Обеликсе. Это 10-й по счету анимационный фильм цикла «Астерикс» (фр. Astérix). Фильм полон аллюзий на исторические события.

## Сюжет
Друид Панорамикс, старейшина галлов, во время сбора ингредиентов для тайного зелья падает с дерева и ломает одну ногу. Он решает найти себе достойного преемника, кому мог бы передать свои знания, и рассылает письма потенциальным ученикам. Вместе с Астериксом и Обеликсом он пускается в путешествие, чтобы лично оценить возможности кандидатов. Тёмный друид Сульфурикс, бывший одноклассник Панорамикса(а также по совместительству - бывший чемпион по конкурсу друидов, где тот выиграл с помощью волшебных бабочек, а Панорамикс - порошком способный  сделать что угодно. А превращение в тёмного друида - не оценил что Панорамикс использует зелье для добрых нужд, так как считал что зелье нужен для нечто большего, но во времена Юлия Цезаря - эта возможность не требуется, и Сульфурикс взбунтовал), планирует в его отсутствие напасть на деревню. Он подготавливает молодого мага Телеферикса, чтобы тот втёрся в доверие к друиду и разузнал рецепт зелья. Астерикс узнаёт о заговоре, но попадает в плен к римлянам, которые сжигают священный лес. Запасы зелья в деревне истощены, и ингредиенты для них тоже. Рецепт зелья узнаёт девочка Пектина из деревни и, пока взрослые заняты отражением атаки римлян, варит его в секретном месте на побережье. Сульфурикс по ошибке выпивает зелье гигантизма(а до этого, он создал пламенное зелье, и сам его выпил) и превращается в великана, с которым не могут справиться даже римляне. Панорамикс одолевает великана, с помощью волшебного порошка создав из римлян гигантского кентавра. После отступления римлян начинается пир, на котором Пектина признаётся Панорамиксу, что теперь не может забыть секретный рецепт; она и будет его преемником (как бы не пыталась, даже если ей внушают что забудет рецепт).

## Персонажи
| Персонажи                   | Французский голос |
| --------------------------- | ----------------- |
| Астерикс                    | Кристиан Клавье   |
| Обеликс                     | Гийом Бриа        |
| Панорамикс                  | Бернар Алан       |
| Сульфурикс                  | Даниэль Месгуич   |
| Пектина                     | Левана Соломон    |
| Телеферикс                  | Алекс Лютц        |
| Авторитарикс                |                   |
| Автоматикс                  | Лайонел Астье     |
| Антисанитарикс              | Франсуа Морель    |
| Консерваторикс (Какофоникс) | Арно Леонар       |
| Дедуликс                    |                   |
| Бонминь                     | Флоранс Форести   |
| Отовсехубеголикс            |                   |
| Стеклокерамикс              |                   |
| Атмосферикс                 | Жерар Эрнандес    |
| Фантасмагорикс              |                   |
| Том Круз                    | Оливье Саладин    |
| Гай Юлий Цезарь             | Филипп Морье Жену |
| Центурион (Оурсенплус)      | Александр Астье   |

## Маркетинг
Первый трейлер анимационной комедии «Астерикс и тайное зелье» стал доступен к просмотру летом 2018 года.
Второй оригинальный французский трейлер был опубликован в сети в середине октября.

## Прокат
Премьера фильма во Франции состоялась 5 декабря 2018 года, в Болгарии и Вьетнаме — 21 декабря 2018 года, в Греции, России и на Украине — 17 января 2019 года, в Мексике, Польше и Португалии — 18 января 2019 года.